# Comtat d'Albany (Nova York)
El Comtat d'Albany és un comtat de l'estat de Nova York, a l'est dels Estats Units. La seva frontera nord està delimitada pel riu Mohawk, en la seva confluència amb el riu Hudson, que es troba a l'est.Segons el cens del 2010, la població era de 304.204. La seu del comtat i la ciutat més gran és la ciutat d'Albany, la capital de l'estat. Inicialment, a l'època colonial, el comtat d'Albany tenia una quantitat indefinida de superfície, però des del 3 de març de 1888 es va determinar en 1.400 metres quadrats.
El comtat va rebre el nom del duc de York i d'Albany, que es va convertir posteriorment en Jaume II d'Anglaterra i VII d'Escòcia.
El comtat d'Albany constitueix el nucli central del districte capital de l'estat de Nova York, que comprèn l' Àrea metropolitana Albany-Schenectady-Troy.

## Govern i política
Al llarg de la seva història, el comtat ha donat suport a candidats a la presidència del Partit Democràta. Només en tres eleccions Des de 1924, el Partit Republicà ha guanyat només 3 vegades al comtat (la més recent, l'any 1972 amb Richard Nixon) i ha anat perdent cada cop més força (des de 1988, els republicans no arriben al 40% dels vots a unes eleccions presidencials).

## Poblacions
El Comtat d'Albany conté tres ciutats i 10 localitats (towns).

Mapa de localitats, ciutats i pobles dins del Comtat d'Albany

### Ciutats
- Albany (seu de comtat)

- Cohoes
- Watervliet

### Towns
- Berne
- Bethlehem
- Coeymans
- Colonie
- Green Island
- Guilderland
- Knox
- New Scotland
- Rensselaerville
- Westerlo

### Pobles
- Altamont
- Colonie
- Green Island
- Menands
- Ravena
- Voorheesville

### Altres nuclis
- Latham
- Loudonville
- Preston-Potter Hollow
- Roessleville
- Siena College
- Westmere

### Llogarrets
- Alcove
- Boght Corners
- Clarksville
- Coeymans
- Crescent Station
- Delmar
- Dunsbach Ferry
- Elsmere
- Feura Bush
- Fort Hunter
- Fullers
- Glenmont
- Guilderland
- Guilderland Center
- Karner
- Lisha Kill
- Mannsville
- McKownville
- Medusa
- New Salem
- Newtonville
- Normansville
- Selkirk
- Slingerlands
- South Bethlehem
- Verdoy
- Wemple
- West Albany